# Lemonade and Brownies
Lemonade and Brownies es el primer álbum de estudio de la banda estadounidense de rock alternativo Sugar Ray. Fue lanzado el 4 de abril de 1995 por Atlantic Records. Fue producido por el amigo director de la banda, Joseph McGinty "McG" Nichol, y el productor ejecutivo fue DJ Lethal. La actriz Nicole Eggert aparece en la portada. Aunque el álbum no llegó a las listas y fue un fracaso comercial y de crítica para Atlantic Records, la banda permaneció en el sello y logró un gran éxito.
El vídeo musical de "Mean Machine" apareció en un episodio de Beavis and Butt-Head "Bang the Drum Slowly Dumbass".

## Estilo musical
AllMusic describe el álbum como "sub-Chili Peppers shuck-and-jive". La Enciclopedia de Rock & Roll de Rolling Stone (2001) afirma que Sugar Ray fue inicialmente influenciado por "una variedad de sonidos: Red Hot Chili Peppers -estilo punk-funk, ritmos reggae, metal, hip hop y un poco de new wave retro". En su libro biográfico de Sugar Ray de 2000, la autora Anna Louise Golden afirma que la gente en ese momento consideraba que el sonido de la banda era ser "poner el funk en una música que estaba peligrosamente cerca del metal".

## Lista de canciones
Todas las canciones escritas por McGrath, Sheppard, Karges, Frazier y Joseph McGinty Nichol.
1. "Snug Harbor" – 0:50
2. "Rhyme Stealer" – 2:51
3. "Iron Mic" – 4:40
4. "Hold Your Eyes" – 3:29
5. "The Greatest" – 3:58
6. "Big Black Woman" – 1:43
7. "Mean Machine" – 2:41
8. "Dance Party USA" – 3:18
9. "10 Seconds Down" – 3:39
10. "Danzig Needs a Hug" – 3:07
11. "Drive By" – 1:58 (comedy skit)
12. "Caboose" – 3:13
13. "Scuzzboots" – 3:29
14. "Streaker" – 4:12
15. "One Brave Cowboy" – 1:37 (La pista extra oculta se reproduce después de 2 minutos de silencio)

Bonus track (Japón)
1. "White Minority" (cover de Black Flag) – 1:03
2. "Wasted" – 0:49
3. "Wango Tango" (cover de Ted Nugent) – 3:56
4. "Dr. J" (en vivo) – 3:11

## Personal
Sugar Ray
- Mark McGrath - voz principal (acreditado como "Liar")
- Rodney Sheppard - guitarras, coros (acreditado como "Traidor")
- Murphy Karges - bajo, coros (acreditado como "Sellout")
- Stan Frazier - batería, coros (acreditado como "Cheat")

Músico adicional
- DJ Lethal - tocadiscos, samples
- DJ Homicide - rayones adicionales
- Janine Harris - voz adicional en "Danzig Needs a Hug"